# La Soledad, San Felipe Jalapa de Díaz
La Soledad är en ort i Mexiko.   Den ligger i kommunen San Felipe Jalapa de Díaz och delstaten Oaxaca, i den sydöstra delen av landet, 300 km sydost om huvudstaden Mexico City. La Soledad ligger 140 meter över havet och antalet invånare är 236.
Terrängen runt La Soledad är varierad. Runt La Soledad är det ganska glesbefolkat, med 39 invånare per kvadratkilometer. Närmaste större samhälle är Isla Soyaltepec, 14,1 km norr om La Soledad. Omgivningarna runt La Soledad är en mosaik av jordbruksmark och naturlig växtlighet.